# Fiedlerite
La fiedlerite è un minerale.